# Francisco Casanova (pintor)

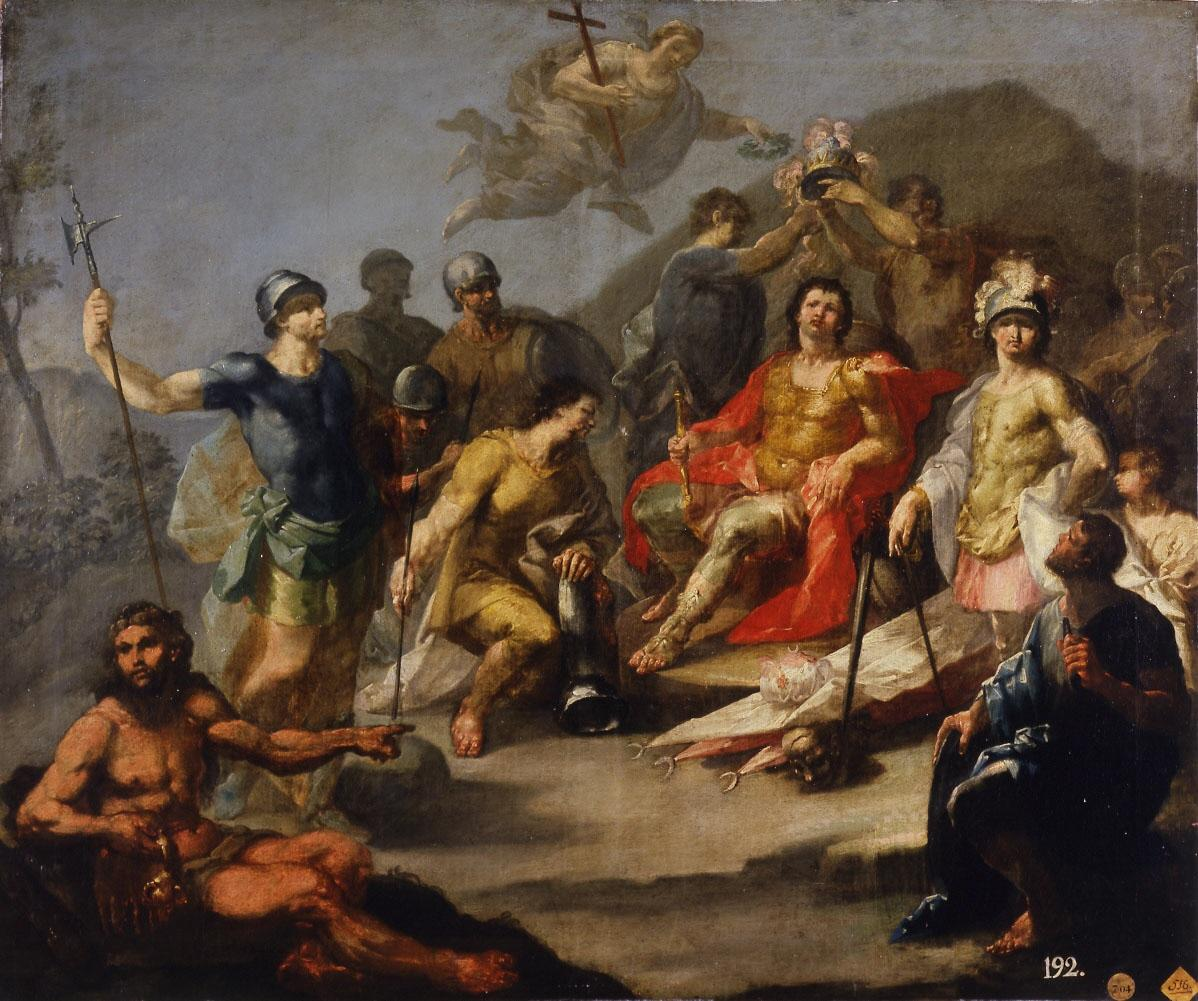
Proclamación de don Pelayo como rey de Asturias, 1753, óleo sobre lienzo, 106 x 126 cm, Madrid, Real Academia de Bellas Artes de San Fernando.

Francisco Casanova (Zaragoza, 1731-Ciudad de México, 1778) fue un pintor y grabador en hueco español, hijo y discípulo del calcógrafo Carlos Casanova. En 1759 pasó a México como tallador de la casa de la moneda, de la que en 1765 ocupó el puesto de tallador principal.
Hijo de Carlos Casanova y Bárbara Zudanel, fue bautizado en la parroquia del Pilar de Zaragoza el 4 de marzo de 1731. En 1740 la familia se trasladó a Madrid donde Francisco asistió a las clases públicas de la Junta Preparatoria para la formación de la Academia de Bellas Artes. Una vez constituida esta, concurrió en 1753 al premio de pintura de primera clase, para el que en la prueba de pensado debían los aspirantes presentar una pintura de «La elección de Don Pelayo por Rey de España», y componer en dos horas, en la prueba "de repente", la historia del sacrificio de Noé tras abandonar el arca, ejercicios de los que salió vencedor y por los que recibió la medalla de oro de tres onzas del primer premio.
Tras el óleo premiado, conservado en la Real Academia de Bellas Artes de San Fernando, no se conocen otras pinturas suyas al haberse dedicado con preferencia al grabado a buril de estampas, de lo que puede servir de ejemplo una lámina de san Emidio, fechada en Cádiz en 1756, trabajada, en opinión de Ceán Bermúdez, con «dulzura y corrección», o la reproducción de la Apoteosis de San Agustín de Sebastián Herrera Barnuevo que se encontraba en el convento de Copacabana, grabada por Carlos Casanova padre en Madrid, en 1759, sobre dibujo proporcionado por el hijo.